# Рулен, Мерритт
Ме́рритт Ру́лен (англ. Merritt Ruhlen [ˈmɛrɪt ˈruːlən]; род. 10 мая 1944, Вашингтон) — американский лингвист, известен своими работами по классификации языков, палеолингвистике и эволюции языков. Взгляды Рулена испытали сильное влияние Дж. Гринберга, с которым он сотрудничал длительное время. В свою очередь, Рулен оказал влияние на Дж. Макуортера, хотя последний неоднократно критиковал его взгляды. Ряд идей Рулена имеет противоречивую репутацию в лингвистическом сообществе.
Получил докторскую степень в Стэнфордском университете в 1973 году за диссертацию по генеративному анализу морфологии румынского языка, до этого сотрудничал с рядом европейских и американских университетов. Позднее несколько лет участвовал под руководством Дж. Гринберга и Ч. Фергюсона (Charles Ferguson) в проекте «Стэнфордские универсалии». С 1994 года читал лекции по антропологии и биологии человека в Стэнфорде, кроме того, является содиректором (вместе с М. Гелл-Манном и ныне покойным С. Старостиным) программы Института Санта-Фе по эволюции человеческих языков.

## Труды
Рулен является автором ряда фундаментальных трудов по лингвистике:

### Путеводитель по языкам мира
«Путеводитель по языкам мира» (A Guide to the Languages of the World) содержит информацию о фонологических системах и классификации 700 языков. В предисловии дана обзорная информация для лингвистов и нелингвистов. Существенно расширенная версия данной работы была опубликована в 2005 на сайте Института Санта Фе.

### Путеводитель по мировым языкам
В 1987 Рулен опубликовал труд «Путеводитель по мировым языкам, том 1: Классификация» (A Guide to the World’s Languages. Volume I, Classification), включавший полную классификацию мировых языков, а также историю и подробный анализ генетической классификации языков. В дополнение к фактической информации в данной книге Рулен представил подробный анализ и аргументы в пользу таксономии Джозефа Гринберга, имеющей противоречивую репутацию в лингвистическом сообществе.

### О происхождении языков: исследования по лингвистической таксономии
В 1994 Рулен опубликовал две книги под сходными заголовками. Труд On the Origin of Languages: Studies in Linguistic Taxonomy предназначен для академической аудитории и оспаривает ряд распространённых теорий исторической лингвистики. В частности, Рулен подвергает сомнению распространённое убеждение, что лишь открытие регулярных фонетических соответствий и реконструкция протоязыка могут считаться убедительными свидетельствами в пользу существования языковой семьи — эти шаги, по его мнению, могут быть предприняты лишь после того, как языковая семья будет открыта путём классификации.

### Происхождение языка: по следам эволюции родной речи
Ещё одна книга Рулена, опубликованная в 1994, The Origin of Language: Tracing the Evolution of the Mother Tongue, исследует в основном те же проблемы, однако предназначена для более широкой аудитории, не имеющей специальной лингвистической подготовки. В книгу включены упражнения, в которых читателям предлагается классифицировать языки по принципу «массового многостороннего лексического сравнения».

## Интересы

### Междисциплинарный подход
Рулен является одним из пионеров смежных исследований на стыке исторической лингвистики и других гуманитарных дисциплин, таких, как генетика и археология. В этой сфере он несколько десятилетий интенсивно сотрудничал с генетиком Л. Кавалли-Сфорца и с археологом К. Ренфрю (Colin Renfrew).

### Таксономические методы
Ряд критических замечаний Рулена основаны на методе Гринберга, сторонником которого он является. Метод называется «массовое сравнение» или «многостороннее сравнение» (mass comparison, multilateral comparison), и подразумевает сравнение лексики исследуемых языков с точки зрения фонологического и семантического сходства, на основании чего формулируется классификационная гипотеза (то есть отнесение на основании сходства к тому или иному лингвистическому таксону — семье, группе и т. п.). Этот шаг Рулен считает необходимым условием для того, чтобы приступать в дальнейшем к более объективным методам сравнения.
Критики Рулена — такие исследователи, как Хок, утверждают, что лишь реконструкция праязыка подтверждает принадлежность к таксону, поскольку существование таких семей, как индоевропейская, уральская, дравидийская, австронезийская, банту и юто-ацтекская было доказано успешными реконструкциями праязыков данных семей. Рулен отвечает на это, что,
тем не менее, существование всех указанных семей считалось общепринятым задолго до того, как кто-либо пытался восстановить их праязыки.
В качестве примера Рулен ссылается на Дельбрюка, который считал, что существование индоевропейской семьи было доказано ещё во времена Боппа в начале XIX века на основании «сопоставления слов и форм с одинаковым значением».
Вероятно, наиболее сильные независимые аргументы в пользу идей Рулена привёл в своих работах генетик Луиджи Лука Кавалли-Сфорца, изучавший гены групп населения во всём мире и реконструировавший филогенетическое дерево, во многих отношениях напоминающее традиционное дерево языковых семей, где каждая ветвь представляет отдельный генетический (и одновременно языковой) таксон. Результаты исследований Сфорца, хотя и не приняты отдельными исследователями, пользуются широкой поддержкой в научном мире, и одновременно хорошо совпадают с реконструированными Руленом гипотетическими макросемьями языков мира. Тем не менее, хотя длительный контакт языков почти всегда связан с образованием смешанных браков между носителями языков, само по себе генетическое родство не всегда является доказательством родства языков (пример: носителями английского языка являются генетически не родственные шотландцы и афроамериканцы).
Ряд лингвистов и антропологов подвергли критике «дерево Рулена» на следующих основаниях (в частности):
- языки и народности представлены на дереве выборочно (например, не указаны весьма многочисленные носители сино-тибетских языков северного Китая);
- дерево предполагает как аксиому существование таких гипотетических и спорных таксонов, как аустрические языки и америндские языки;
- ряд народностей, указанных на дереве, нанесены на дерево на основе не генетического, а лингвистического анализа[18][19].

### Америндская макросемья
Рулен поддержал и собрал дополнительные свидетельства в пользу одной из наиболее спорных гипотез Джозефа Гринберга, а именно о существовании америндской языковой (макро)семьи, в которую входили бы все известные аборигенные языки Северной и Южной Америк, за исключением двух известных семей — на-дене и эскимосско-алеутских языков.
Таким образом, Рулен спорит с широко распространённым мнением о существовании более 200 отдельных языковых семей без достоверных свидетельств о генетическом родстве, и подчёркивает важность тройного аблаута i / u / a (то есть муж. / жен. / сред.) в таких формах, как t’ina / t’una / t’ana («сын / дочь / ребёнок»), а также типичной общеамериканской местоименной парадигмы na / ma (то есть «я / ты»), что впервые отметил Альфредо Тромбетти в 1905. Ряд лингвистов объясняли эту местоименную парадигму иными причинами, чем генетические. Он ссылается на начало дискуссии, цитируя личное письмо Э. Сепира А. Л. Крёберу (A. L. Kroeber, 1918):
Если обратиться к неопровержимым фактам, то как, чёрт возьми, вы собираетесь объяснить общеамериканский показатель n- для местоимения «я» генетически?
Следует подчеркнуть, что взгляды Гринберга и Рулена на языки Америки не нашли поддержки среди большинства лингвистов, работающих с языками индейцев.

### Кусунда как индо-тихоокеанский язык
Рулен участвовал в исследованиях кусунда — изолированного языка Непала. Результаты исследования с некоторой вероятностью показывают, что кусунда скорее принадлежит к гипотетической индо-тихоокеанской макросемье, чем к тибето-бирманской семье, как ранее ошибочно утверждалось некоторыми исследователями.
Будучи учеником Дж. Гринберга, Рулен поддерживал его гипотезу об индо-тихоокеанских языках. Рулен считал следующие характеристики кусунда характерными для всех индо-тихоокеанских языков:
(a) независимое местоимение первого лица с основой на /t/;
(b) независимое местоимение второго лица с основой на /n/ или /ŋ/;
(c) независимое местоимение третьего лица с основой на /g/ или /k/;
(d) чередование гласных в независимых местоимениях первого и второго лиц, в которых встречается /u/ в субъектных формах и /i/ в притяжательных или косвенных формах;
(e) притяжательный суффикс -/yi/
(f) консонантная основа также показывает глагольный субъект
(g) указательные местоимения имеют в основе /t/ и /n/
(h) основная лексика
В следующей таблице приведены примеры сходства между системами местоимений ряда индо-тихоокеанских языков (из них наиболее убедительными выглядят сопоставления кусунда с андаманскими языками):
| Местоимение | Кусунда      | Андаманские языки | Андаманские языки | Северная Хальмахерская семья | Семья п/о-ва Чендравасих |
| Местоимение | Кусунда      | Джувои            | Бо                | Галела                       | Карон-Дори               |
| ----------- | ------------ | ----------------- | ----------------- | ---------------------------- | ------------------------ |
| I           | chi tsi tshi | tui               | tu-lʌ             | to                           | tuo                      |
| мой         | chí-yi       | tii-ye            | ti-e              | d͡ʒi «меня»                   |                          |
| вы          | nu           | ŋui               | ŋu-lʌ             | no                           | nuo                      |
| ваш         | ní-yí        | ŋii-ye            |                   | ni «тебя»                    |                          |
| он/она      | gida git     | kitɛ              |                   | kitɛ                         | gao                      |

Некоторые критики выступили со следующими возражениями против данной гипотезы:
1. существование индо-тихоокеанской макросемьи является спорным;
2. местоимения могли быть заимствованы;
3. сходства могли быть случайными;
4. теория лингвистических связей не может быть основана лишь на основании физических атрибутов носителей языков;
5. в данных содержатся ошибки (например, kitɛ в джувои на самом деле указательное местоимение «это» и не используется как личное местоимение).

В ответ на данные возражения Дж. Макуортер заявляет, что поскольку не существует свидетельств о контактах между носителями языка кусунда и прочими группами, с которыми связывается данный язык, трудно объяснить сходство «заимствованиями», а случайное совпадение всей местоименной системы крайне маловероятно. Более того, гипотеза основана исключительно на лингвистическом анализе, а не на физических характеристиках носителей языков, хотя последние и могли бы послужить косвенным аргументом. Возможно, в будущем свет на эту проблему прольёт анализ ДНК носителей языка кусунда.

### Енисейские — на-дене языки
По мнению Рулена, ряд фактов говорят в пользу того, что енисейские языки — вымирающая семья в центральной Сибири — близко связаны с семьёй языков на-дене, распространённой в Северной Америке (индейцы, говорящие на языках на-дене, по генотипу отличаются от прочих североамериканских индейцев). При этом Рулен включает в семью на-дене язык хайда, с чем согласны не все лингвисты. Гипотезу подтвердили независимо полученные результаты других лингвистов, в частности, таких, как Генрих К. Вернер или Эдвард Дж. Вайда (последний, однако, не согласен с включением хайда в семью на-дене).
Это означает, что предки носителей языков на-дене представляли собой отдельную волну мигрантов из Азии, между первой миграцией носителей америндских языков (около 13 000 лет тому назад) и последней миграцией носителей эскимосско-алеутских языков около 5000 лет тому назад. Развивая идеи своего предыдущего труда, Рулен считает, что первоначальное место обитания дене-енисейских языков находилось в Западной Азии, где обнаружены дальние родственники этих языков — кавказские языки и бурушаски, которые он относит к гипотетической дене-кавказской макросемье.

### Гипотеза о прамировом языке
По вопросу о существовании первичного общего языка Homo sapiens и глобальных этимологий большинство пользующихся общепризнанной репутацией лингвистов отвергают предположения Рулена и его методы, настаивая на том, что невозможно реконструировать язык, на котором говорили примерно 30 000 лет тому назад (а при самых смелых оценках более 100 000 лет тому назад). В ответ на критику Рулен утверждал, что ни он, ни его сторонник Бенгтсон никогда и не утверждали, что смогли реконструировать прамировой язык, но всего лишь отметили то, что остатки очень древних слов всё ещё могут быть обнаружены в современных языках:
Для любой (глобальной) этимологии ... мы приводим фонетический и семантический глоссарий, и сопровождаем его примерами из различных языковых семей. ... Мы не пытаемся провести реконструкцию, и они (т.е. семантические и фонетические глоссарии) предназначены только для того, чтобы охарактеризовать самое общее значение и фонологическую форму каждой морфемы. Дальнейшие работы по реконструкции, без сомнения, выявят случаи, при которых наиболее распространённое значение морфемы отличается от оригинального.
Рулен также утверждает, что «временной потолок», о существовании которого утверждают авторитетные лингвисты (то есть предполагаемый временной предел, за которым сравнительные методы считаются неэффективными), который, как предполагают они, относится к периоду примерно 6-8 тыс. лет тому назад, не существует, и что ныне широко распространённое убеждение о существовании такой древней языковой семьи, как афразийские языки, не говоря уж о более древних ностратических языках (евразийских языках), существование которых пока остаётся предметом споров, показывает, что сравнительный метод может углубляться в прошлое гораздо дальше, чем готовы признать современные лингвисты.